# Leptataspis guttatiformis
Leptataspis guttatiformis är en insektsart som beskrevs av Schmidt 1911. Leptataspis guttatiformis ingår i släktet Leptataspis och familjen spottstritar. Inga underarter finns listade i Catalogue of Life.